# Alta-riba
Alta-riba es una localidad española del municipio leridano de Estarás, en la comunidad autónoma de Cataluña.

## Historia
A mediados del siglo XIX, el lugar contaba con una población censada de 8 habitantes. La localidad aparece descrita en el segundo volumen del Diccionario geográfico-estadístico-histórico de España y sus posesiones de Ultramar de Pascual Madoz de la siguiente manera:

ALTARRIBA: ald. de la prov. de Lérida (9 leg.), part. jud. y adm. de rent. de Cervera (1). aud. terr. y c. g. de Cataluña (Barcelona 14), dióc. de Solsona (6 1/2): sit. en una altura cerca del nacimiento del r. Sio, donde la combaten principalmente los vientos del E., y goza de clima saludable. Tiene 3 casas y 1 igl. parr., bajo la advocacion de San Jorge, aneja de la de Santa Fe, cuyo párroco pasa á celebrar misa los días festivos, y á administrar los sacramentos en caso necesario. El gobierno económico y civil de esta ald. se halla á cargo de un alcalde. Confina el térm. por N. con el de Manresana; por E. con el de Malacara, por S. con el de Sta. Fe, y por O. con el de Molgosa; dentro del mismo brota una fuente de esquisitas aguas, las cuales aprovechan los habit. para surtido de sus casas. El terreno es quebrado, secano y de inferior calidad: abraza unos 100 jornales con algunos bosques; donde hay arbusto y maleza, que proporcionan escaso combustible. No hay otros caminos que los que conducen á los pueblos inmediatos, y se hallan en mal estado por ser muy pedregosos. La correspondencia se recibe de Cervera: Prod.. algun centeno y avena, poco vino y legumbres, pero abunda en caza de liebres, conejos y perdices: pobl.: 3 vec., 8 alm.: cap. imp.: 4,788 rs.: asciende el presupuesto á 200 rs. que se cubren por reparto entre los vecinos.
(Madoz, 1845, p. 208)

Pertenece al término municipal de Estarás. En 2022 la entidad singular de población tenía una población censada de 12 habitantes y el núcleo de población 10 habitantes.